# Lipno (powiat lipnowski)
Lipno – kolonia w Polsce położona w województwie kujawsko-pomorskim, w powiecie lipnowskim, w gminie Lipno.

## Podział administracyjny
W latach 1975–1998 miejscowość administracyjnie należała do województwa włocławskiego.

## Demografia
Według Narodowego Spisu Powszechnego (III 2011 r.) osada liczyła 406 mieszkańców. Jest jedenastą co do wielkości miejscowością gminy Lipno.